# Athis-Val de Rouvre
Athis-Val de Rouvre is een gemeente in het Franse departement Orne (regio Normandië). De plaats maakt deel uit van het arrondissement Argentan. Athis-Val de Rouvre is op 1 januari 2016 ontstaan door de fusie van de gemeenten Athis-de-l'Orne, Bréel, La Carneille, Notre-Dame-du-Rocher, Ronfeugerai, Ségrie-Fontaine, Taillebois en Les Tourailles. De gemeente telde 4.208 inwoners op 1 januari 2022. De hoofdplaats is Athis-de-l'Orne.

## Geografie
De oppervlakte van Athis-Val de Rouvre bedroeg op 1 januari 2022 76,74 vierkante kilometer; de bevolkingsdichtheid was toen 54,8 inwoners per km².
De onderstaande kaart toont de ligging van Athis-Val de Rouvre met de belangrijkste infrastructuur en aangrenzende gemeenten.

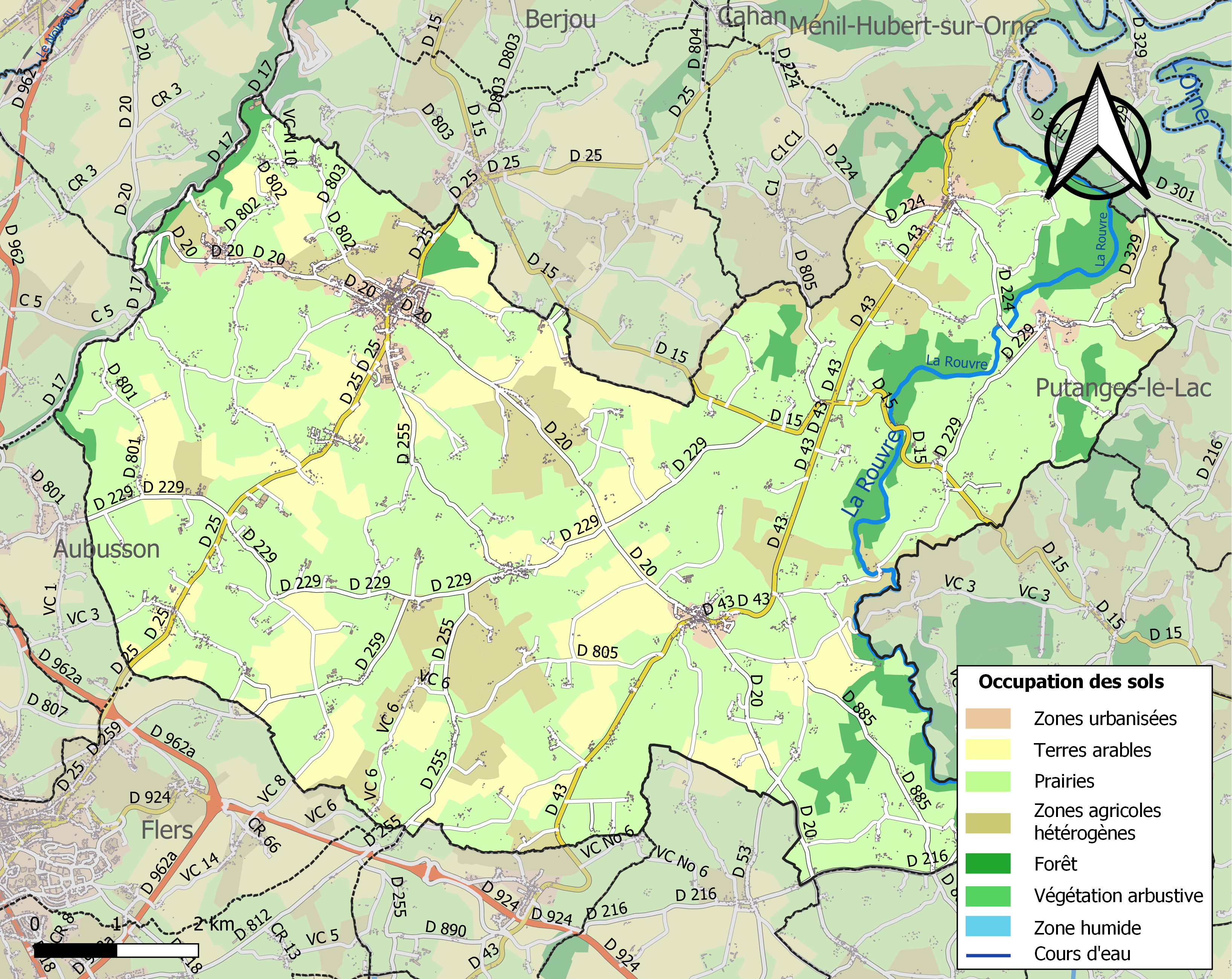